# Ана Зегерс (награда)
Международната награда „Ана Зегерс“ (на немски: Anna Seghers-Preis) е учредена през 1986 г. и се присъжда ежегодно от Фондация Ана Зегерс в чест на писателката Ана Зегерс, която в своето завещание се разпорежда с приходите от нейните творби да се поощряват млади автори.
До 1993 г. наградата се дава от Академията на изкуствата на ГДР, а през 1994 г. – от Академията на изкуствата, Берлин.
Наградата е преучредена през 1995 г. и се присъжда отново от Фондация Ана Зегерс.
До 2012 г. отличието възлиза на 15 000 € и се поделя между автори от немскоезичното и латиноамериканското пространство. След 2015 г. стойността на наградата е 8000 €.

## Носители на наградата (подбор)
- Катрин Шмит (1988)
- Даина Чавиано, Райнхард Иргл (1990)
- Михаел Клееберг (1996)
- Улрих Пелцер (1997)
- Луц Зайлер (2002)
- Ян Вагнер (2004)
- Улф Щолтерфот (2005)
- Лукас Берфус (2008)
- Нино Харатишвили (2015)